# Isachne langkawiensis
Isachne langkawiensis är en gräsart som beskrevs av Pieter Jansen. Isachne langkawiensis ingår i släktet Isachne och familjen gräs. Inga underarter finns listade i Catalogue of Life.